# البعثة الإسكتلندية الوطنية إلى القطب الجنوبي

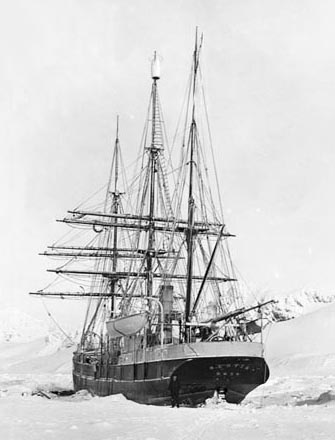

البعثة الاستكشافية الوطنية الاسكتلندية في القطب الجنوبي  (1902-1904) (بالإنجليزية: Scottish National Antarctic Expedition)‏ اختصارا (SNAE)، هي بعثة نظمها عالم الطبيعة وطالب الطب السابق من جامعة إدنبرة ويليام سبيرز بروس، على الرغم من أن الحملة الاستكشافية المتزامنة لروبرت فالكون سكوت طغت عليها من حيث المكانة ، فقد أكملت البعثة الاستكشافية الوطنية الاسكتلندية في القطب الجنوبي برنامجًا كاملاً للاستكشاف والعمل العلمي. وشملت إنجازاتها إنشاء محطة أرصاد جوية مأهولة، وهي الأولى في القارة القطبية الجنوبية، واكتشاف أرض جديدة شرق بحر ودل، أدت مجموعته الكبيرة من العينات البيولوجية والجيولوجية، مع تلك الموجودة في رحلات بروس السابقة، إلى إنشاء مختبر المحيطات الإسكتلندي في عام 1906.

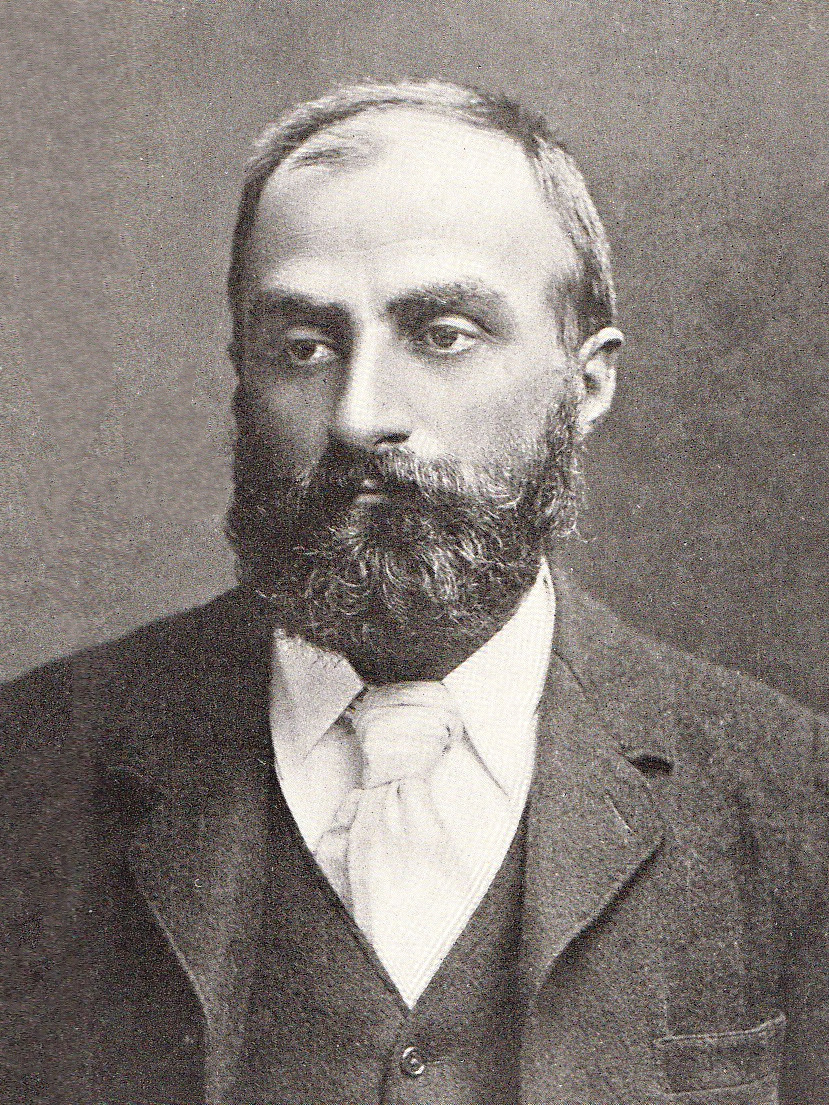
وليام س. بروس، قائد البعثة